# Ornithognathus
Ornithognathus es un género de insecto coleóptero de la familia Chrysomelidae.

## Especies
Las especies de este género son:
- Ornithognathus aeneipennis Laboissiere, 1924
- Ornithognathus caeruleipennis Laboissiere, 1924
- Ornithognathus fossicollis Laboissiere, 1924
- Ornithognathus generosus Thomson, 1858
- Ornithognathus rugosus Laboissiere, 1920
- Ornithognathus similis Laboissiere, 1924